# Тилден (Небраска)
Тилден (енгл. Tilden) град је у америчкој савезној држави Небраска.

## Демографија
По попису из 2010. године број становника је 953, што је 125 (-11,6%) становника мање него 2000. године.
| Група             | 2000.       | 2010.       |
| Белци             | 987 (91,6%) | 910 (95,5%) |
| Афроамериканци    | 1 (0,1%)    | 4 (0,4%)    |
| Азијати           | 1 (0,1%)    | 6 (0,6%)    |
| Хиспаноамериканци | 73 (6,8%)   | 21 (2,2%)   |
| Укупно            | 1.078       | 953         |